# Liste der Monuments historiques in Laruscade
Die Liste der Monuments historiques in Laruscade führt die Monuments historiques in der französischen Gemeinde Laruscade auf.

## Liste der Objekte
| Bezeichnung               | Beschreibung              | Standort                        | Kennzeichnung | Schutzstatus | Datum | Bild |
| ------------------------- | ------------------------- | ------------------------------- | ------------- | ------------ | ----- | ---- |
| Skulptur Madonna mit Kind | Holz, 18. Jahrhundert     | in der Kirche St-Exupère (Lage) | PM33001394    | Inscrit      | 1980  |      |
| Glocke                    | Bronze (?), 1619 gegossen | in der Kirche St-Exupère (Lage) | PM33001679    | Inscrit      | 1988  |      |